# ギメナアバルカ
マリア・ギメナ・アバルカ・タピア(María Ximena Abarca Tapia、1981年9月23日 - )、はチリの歌手、女優。

## ディスコグラフィー
- 2004年 - Punto de partida
- 2006年 - Provocación

| スタブアイコン | サブスタブ | この項目は、まだ閲覧者の調べものの参照としては役立たない、歌手に関連した書きかけの項目です。この項目を加筆・訂正などしてくださる協力者を求めています（P:音楽/PJ:芸能人）。 |